# 29e division SS (italienne no 1)
Pour l'unité russe avec le même n°, voir 29e division SS (russe no 1).
La 29e division SS (italienne no 1), que l'on peut traduire en français par 29e division de grenadiers de la SS (1re italienne), était une unité d'infanterie de la Waffen-SS composée majoritairement d'Italiens.

## Caractéristiques
- Création : 1943 à Münzigen, en Allemagne et Debica, en Pologne
- Formation : La Légion des volontaires SS italiens comprend : quatre bataillons Debica, Vendetta, Fucilieri et Camicie Nere Fedelissimo; deux régiments de grenadier la 81e et la 82e; plus un régiment d'artillerie.
- Effectif maximum : 15 000 hommes
- Particularité : Elle porte des marques de grade bien spécifique, par exemple les pattes de col sont à fond de couleur rouge au lieu du noir. À la suite des événements survenus à Anzio, elle fait preuve d'une très grande bravoure au combat qui lui permet alors de porter les pattes de col classique à fond noir (celle commune à tous les SS) en signe de reconnaissance.

L'unité devient officiellement la 29 eme Waffen grenadier Division der SS le 09/03/1945.
Ordre de marche de la 29 ème au 09/03/1945
29 Waffen Grenadier Division der SS (Italienische Nr1) :
- 81 Waffen Grenadier Régiment der SS (Italienische Nr1) (2 Sections)
- 82 Waffen Grenadier Régiment der SS (Italienische Nr2) (3 Sections)
- 29 Waffen Artillerie Régiment der SS (Italienische Artillerie Régiment Nr1) (2 Batteries)
- 29 SS Füsilier Bataillon 
- 29 SS Panzerjäger Abteilung 
- 29 SS Division Versorgungs Régiment

## Commandants
SS-Brigadeführer Pietro Manelli (novembre 1943 - Avril 1945)
SS-Brigadeführer Peter Hansen (de) (janvier 1943 - Avril 1945)

## Terrains d'opérations
En avril-mai 1944, dans la tête de pont d'Anzio-Nettuno, la division combat avec succès contre des unités américaines, puis devant Rome. En septembre 1944, la division se reforme dans le Piémont et prend officiellement le nom de 29e Waffen Grenadier Division der SS Italia. En octobre, l'unité est déployée contre les partisans italiens. Début avril 1945, la division s'oppose à la progression d'unités françaises en Lombardie et de partisans italiens dans le Piémont. Le 30 avril 1945, les différentes unités de la division se rendent tour à tour aux Américains, près de Gorgonzola puis à Gomasco.